# NGC 6331
NGC 6331 est une lointaine et très vaste galaxie elliptique située dans la constellation de la Petite Ourse. Sa vitesse par rapport au fond diffus cosmologique est de 16 032 ± 45 km/s, ce qui correspond à une distance de Hubble de 236,5 ± 16,8 Mpc (∼771 millions d'al). NGC 6331 a été découverte par l'astronome germano-britannique William Herschel en 1797.
À ce jour, deux mesures non basées sur le décalage vers le rouge (redshift) donnent une distance de 226,000 ± 38,184 Mpc (∼737 millions d'al), ce qui est à l'intérieur des valeurs de la distance de Hubble.

## Un triplet de galaxies?
Les distances de Hubble des galaxies PGC 59513 et PGC 84827 situées à proximité sur la sphère céleste sont respectivement égales à 262 ± 18 Mpc (∼855 millions d'al) et à 249 ± 17 Mpc (∼812 millions d'al). Étant donné les incertitudes sur ces valeurs, ces trois galaxies pourraient donc constituer un triplet de galaxies.